# Szjarhej Szjarheevics Szidorszki
Szjarhej Szjarheevics Szidorszki (belaruszul: Сярге́й Сярге́евіч Сідо́рскі, oroszul: Серге́й Серге́евич Сидо́рский; Homel, 1954. március 13. –) 2004. július 11-től 2010. december 28-ig Fehéroroszország miniszterelnöke volt. 2004. július 11-én nevezték ki megbízott miniszterelnöknek a menesztett Henadz Vaszilevics Navicki helyett, majd 2004. december 19-én megerősítették állandó miniszterelnöki tisztségében.

## Életrajza
Szjarhej Szjarheevics Szidorszki 1954. március 13-án született Homelben. 1971-ben érettségizett, majd 1976-ban diplomázott a Belarusz Vasúti Mérnökök Intézetében (Villamosmérnöki Kar). Munkásságát villanyszerelőként kezdte.

## Magánélete
Szidorszki nős, és két lánya van. A fehérorosz mellett oroszul és németül is beszél.